# Włókna bazaltowe do zbrojenia betonu
Włókna bazaltowe do zbrojenia betonu – rodzaj włókien stosowany do zbrojenia betonu, w 100% naturalny. Uzyskiwany w wyniku przetopienia skały bazaltowej w temperaturze około 1400 °C. Włókna są bardzo cienkie (12–18 μm) o długości 24–54 mm i wysokiej twardości (8,5 w skali Mohsa). Mają nieregularną i chropowatą powierzchnię.
Beton z dodatkiem włókien bazaltowych (fibrobeton) charakteryzuje się dobrymi właściwościami mechanicznymi i wysoką odpornością na ścieranie. Jest również dobrym izolatorem cieplnym i elektrycznym. Odporny na korozję oraz wysokie i niskie temperatury (od –26 do +75 °C).
Właściwości włókien bazaltowych:
- odporne na korozję (nieograniczony okres przechowywania i użytkowania bez wpływu na parametry fizyko-mechaniczne),
- odporne na  środowiska kwaśne i zasadowe (w tym alkalia),
- odporne na UV i zmienne warunki atmosferyczne,
- bardzo wysoka wytrzymałość mechaniczna (wytrzymałość na rozciąganie aż 1680 MPa),
- odporne na niskie i wysokie temperatury (temp. eksploatacji od –260°C do +750°C),
- niepalne (nie topi się i nie uplastycznia pod wpływem zmiennej temperatury),
- bardzo wysoka adhezja do betonu (zapewniona poprzez kompozycję ze specjalnym polimerowym pokryciem),
- izolator elektryczny i termiczny,
- transparentne dla pola magnetycznego (szczególnie ważne w obiektach wyposażonych w precyzyjną aparaturę elektroniczną, radary itp.),
- materiał w 100% ekologiczny (naturalne włókno poddaje się łatwemu recyklingowi),
- niska waga (3 razy lżejsze do stali).
Kompozyty te stosuje się w konstrukcjach specjalnych, między innymi w:
- obudowach reaktorów atomowych,
- elewacjach budynków wysokich[1].